# 蘇定方
蘇 定方（そ ていほう、592年 - 667年）は、中国の唐の軍人。名は烈。定方は字であり、字をもって通称される。本貫は冀州武邑県。

## 略歴
蘇邕の子として生まれた。隋末に蘇邕は郷里の数千人を率いて叛乱の討伐にあたった。定方は15歳で父の下で従軍し、しばしば先頭に立って敵陣を陥落させた。蘇邕が死去すると、代わってその部衆を引き継ぎ、劇県の叛乱軍の張金称・楊公卿らを撃破し、20里あまり追撃して多くの者を殺し、また捕らえた。このため叛乱軍は郡境を犯さなくなり、郷党はかれを頼りにした。のちに竇建徳の麾下に入り、竇建徳の部将の高雅賢に気に入られて、高雅賢の養子となった。高雅賢と劉黒闥が死ぬと、定方は郷里に帰った。
唐の貞観初年、匡道府折衝となり、李靖の下で二百騎を率いて突厥を攻撃する先鋒をつとめ、霧の中で牙帳を襲撃した。突厥の頡利可汗は狼狽して逃亡し、李靖がまもなく到着すると、取り残された突厥の一党はことごとく降伏した。凱旋すると、定方は左武候中郎将に任ぜられた。永徽年間に左衛勲一府中郎将に転じた。程名振とともに高句麗を攻撃（唐の高句麗出兵）して、これを破った。右屯衛将軍に任ぜられ、臨清県公に封ぜられた。
顕慶元年（656年）、程知節に従って前軍総管をつとめ、阿史那賀魯を攻撃し、鷹娑川にいたった。阿史那賀魯が2万騎を率いて対陣すると、定方は総管の蘇海政とともに連戦したが決着をつけることができず、突厥の別部の鼠尼施らが2万騎を率いて敵方に来援した。定方は騎兵の精鋭500を率いて、山嶺を越えて敵陣に討ち入ると、これを大いに破り、1500人あまりを殺害し、多くの武具や牛馬を鹵獲した。唐の軍中では副大総管の王文度が味方の疲労と士気の低下を見て深入りを諫め、定方は追撃を主張して争った。程知節が怛篤城にいたり、胡人を降伏させると、王文度は降胡を殺して財貨を奪うことを主張し、定方はこれに反対した。王文度は聞き入れず、財貨を分配したが、定方はひとつも取ることがなかった。高宗がこのことを知ると、程知節らが帰還した後、王文度を庶民に落とした。
顕慶2年（657年）、定方は伊麗道行軍大総管に抜擢され、再び阿史那賀魯を攻撃した。任雅相と回紇の婆閏が副大総管をつとめた。定方はアルタイ山の北に出て、処木昆部を撃破し、俟斤の嬾独禄を降した。定方は麾下の1000騎と回紇の1万人を率いて曳咥河に進軍した。阿史那賀魯は大軍を率いて会戦し、定方の兵が少ないのをみて、左右両翼を伸ばして包囲しようとした。定方は歩兵に高所に拠らせ、自らは精鋭の騎兵を率いて北原に陣した。阿史那賀魯の軍は三たび唐の歩兵の陣を突き崩そうとしたが崩すことができず、定方は乱戦に乗じて騎兵で三十里をめぐって戦うと、阿史那賀魯の軍は崩れて潰走にうつり、唐軍が追撃すると数万の人馬を殺した。翌日、定方が兵を進軍させると、五弩失畢が部族こぞって唐に降伏し、阿史那賀魯と処木昆の屈律啜の数百騎は西方に逃走した。定方は副将の蕭嗣業と回紇の婆閏に邪羅斯川に向かわせて追撃させ、定方と任雅相は新たに帰順した兵をまとめて、後詰めに続いた。大雪にあって、軍吏に進軍の中止を求められたが、定方は強引に兵を雙河まで進め、阿史那弥射や阿史那歩真の軍と合流して阿史那賀魯の陣に迫った。阿史那賀魯は油断して狩猟の最中であり、定方はこれを襲撃して破った。阿史那賀魯はさらに石国に逃れたが、阿史那弥射の子の阿史那元爽が蕭嗣業と合流して、阿史那賀魯を捕縛した。これにより唐の勢力圏は中央アジアに広がった。定方は功績により左驍衛大将軍に任ぜられ、邢国公に封ぜられた。また、子の蘇慶節も武邑県公に封ぜられた。
顕慶4年（659年）、思結闕俟斤都曼が諸部を扇動し、疏勒・朱倶波・渇槃陀の三カ国が唐に叛くと、定方は安撫大使となって討伐にあたった。兵を率いて葉葉水にいたり、都曼が馬頭川を守ると、定方は歩兵の精鋭1万と騎兵3000を選抜して、昼夜分かたず三百里を駆け抜け、都曼の陣の前に現れると、都曼は驚いて、戦うこともなく城に逃げ込んだ。唐軍がこれを攻めたてると、都曼は窮迫して、自らを縛って降伏した。こうしてパミール高原より西の地方も唐の勢力圏に入った。定方が捕虜を乾陽殿に献上すると、邢州鉅鹿県の三百戸の食邑を加えられ、左武衛大将軍に転じた。
顕慶5年（660年）、熊津道大総管となり、軍を率いて百済の征討にあたった。城山から海をわたって熊津口に上陸した。沿岸の百済軍を撃破して真都城に進軍すると、百済の主力と決戦して勝利をおさめた。百済王扶余義慈や太子の扶余隆は北方に逃走した。定方が泗沘城を包囲すると、扶余義慈の子の扶余泰が自立して王を称した。扶余泰は抗戦を続けようとしたが、扶余義慈は開門して降伏することを決意して、扶余泰はこれを止めることができなかった。百済の将軍の禰植と扶余義慈は唐軍に降り、扶余泰も捕らえられ、ここに百済は平定された。扶余義慈や扶余隆・扶余泰らは東都洛陽に送られた。
定方は三カ国を滅ぼし、いずれもその王を捕らえたため、賞与の珍宝は数えきれず、子の蘇慶節は尚輦奉御の位を加えられた。まもなく定方は遼東道行軍大総管となり、また平壌道行軍大総管に転じた。高句麗の軍を浿江で破り、馬邑山の敵営を落とし、平壌を包囲した。大雪に遭って、包囲を解いて帰還した。涼州安集大使に任ぜられて、吐蕃や吐谷渾とも戦った。乾封2年（667年）に76歳で死去すると、高宗はかれの死をいたんで、左驍衛大将軍・幽州都督の位を追贈した。諡を荘といった。

## 伝記資料
- 『旧唐書』巻83 列伝第33「蘇定方伝」
- 『新唐書』巻111 列伝第36「蘇定方伝」